# Логи (присілок, Ленінградська область)
Логи (рос. Логи) — присілок у Кінгісеппському районі Ленінградської області Російської Федерації.
Населення становить 54 особи. Належить до муніципального утворення Вистинське сільське поселення.

## Історія
Згідно із законом від 28 жовтня 2004 року № 81-оз належить до муніципального утворення Вистинське сільське поселення.

## Населення
| 1838 | 1848 | 1857 | 1862 | 1882 | 1899 | 1997 |
| ---- | ---- | ---- | ---- | ---- | ---- | ---- |
| 183  | ↗207 | ↗222 | ↗234 | ↗303 | ↗376 | ↘87  |
| 2007 | 2010 | 2017 |      |      |      |      |
| ↗92  | ↘70  | ↘54  |      |      |      |      |